# Bougainvillia britannica
Bougainvillia britannica är en nässeldjursart som först beskrevs av Forbes 1841.  Bougainvillia britannica ingår i släktet Bougainvillia och familjen Bougainvilliidae. Arten är reproducerande i Sverige. Inga underarter finns listade i Catalogue of Life.